# 아오쿠라역
아오쿠라역(일본어: 青倉駅)은 일본 효고현 아사고시에 위치한 서일본 여객철도 반탄 선의 철도역이다. 단선 승강장 1면 1선의 구조를 갖춘 지상역이다.

## 이용 현황
| 승차 인원 추이 | 승차 인원 추이 |
| 연도           | 1일 평균       |
| -------------- | -------------- |
| 2000           | 94             |
| 2001           | 93             |
| 2002           | 83             |
| 2003           | 82             |
| 2004           | 66             |
| 2005           | 71             |
| 2006           | 68             |
| 2007           | 64             |
| 2008           | 64             |
| 2009           | 62             |
| 2010           | 54             |

## 역 주변
- 아오쿠라 진자

## 역사
- 1934년 8월 10일 : 일본국유철도 반탄 선의 니이 역 - 다케다 역 간에 신설 개업. 여객 영업만.
- 1949년 9월 15일 : 화물 취급을 개시.
- 1960년 12월 15일 : 화물 취급을 폐지.
- 1973년 4월 1일 : 무인화.
- 1987년 4월 1일 : 일본국유철도 분할 민영화에 의해, 서일본 여객철도가 승계.

## 인접 역
| 서일본 여객철도 반탄 선 | 서일본 여객철도 반탄 선 | 서일본 여객철도 반탄 선 |
| ----------------------- | ----------------------- | ----------------------- |
| 니이 히메지 방면        | ■ 반탄 선               | 다케다 와다야마 방면    |